# 卡拉拉室內體育場
卡拉拉室內體育場是位於澳洲昆士蘭州黃金海岸卡拉拉的綜合性體育館，可容納1,600名人，如果需要可增加臨時性座位，可將籃球等活動的總容納人數推升至2,962人。體育場和毗鄰擁有25,000個座位的美家體育場，是卡拉拉綜合體育園區的一部分。
2018年澳洲壁球協會將總部移至本體育場。